# Foro Consultivo Económico-Social
El Foro Consultivo Económico-Social del Mercosur (FCES), es el órgano representativo de los sectores económicos y sociales del Mercosur. Es un órgano autónomo pero sin facultades decisorias propias. Es un órgano integrado exclusivamente por sectores privados (organizaciones empresariales, sindicatos y tercer sector), sin participación de los estados.

## Historia
El Foro Consultivo Económico-Social del Mercosur fue creado en diciembre de 1994 por el Protocolo de Ouro Preto (arts. 28-30).
El FCES es un organismo inspirado en el Comité Económico y Social (CES) de la Unión Europea, creado atendiendo a la demanda de mayor participación de los sectores empresariales y sindicales.

## Competencia

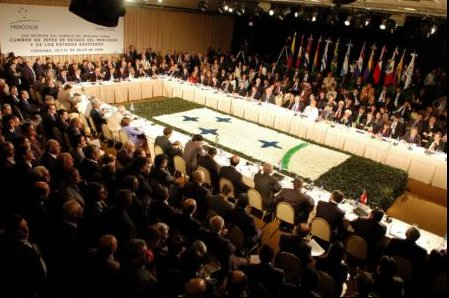
Cumbre del Mercosur, 2006.

El Reglamento del FCES establece amplias funciones para "promover la participación de la sociedad civil y su integración al proceso de construcción del MERCOSUR, destacando la dimensión social de este proceso". En su ámbito actúan cuatro Áreas Temáticas permanentes:
1. . Consolidación de la Unión Aduanera (Aspectos Aduaneros, Defensa del Consumidor, Defensa de la Competencia, Defensa de las prácticas desleales del Comercio, Arancel Externo Común, Convergencia de los regímenes de adecuación, Régimen de Origen, Medidas no arancelarias, Incentivos a las Exportaciones, Regímenes aduaneros especiales (Zonas Francas), Normas Técnicas, Políticas comerciales sectoriales (industria automotriz, azucarera y textil), Salvaguardas, Solución de controversias)
2. . Profundización del Proceso de Integración (Agricultura, Industria, Minería, Asuntos Financieros, Asuntos Tributarios, Ciencia y Tecnología, Inversiones, Propiedad Intelectual, Servicios, Compras Gubernamentales, Infraestructura (Transporte, energía y comunicaciones), Medio Ambiente, Políticas Macroeconómicas, Promoción del empleo, Aspectos institucionales),
3. . Relaciones Externas del MERCOSUR (ALADI, ALCA, OMC, UE, Otras relaciones externas, Cooperación Técnica),
4. . Aspectos Sociales de la Integración (Relaciones del trabajo y la seguridad social, Recualificación profesional, Cultura, Educación, Migraciones, Saludos cordiales, Cooperación policial, Cuestiones de género, Asociaciones y cooperativas).

El FCES también ha jugado un papel importante en la inclusión de la mujer y el punto de vista de género en el MERCOSUR. En su ámbito se ha creado en 1995 el Foro de la Mujer (FM). Como resultado de ello el Grupo Mercado Común estableció en 1998, la Reunión Especializada de la Mujer (REM), constituido por representaciones gubernamentales y el asesoramiento del FM así como de otras asociaciones regionales sin fines de lucro.

## Integración
El Foro Consultivo Económico-Social (FCES) del Mercosur presenta distintos esquemas de integración según se trate del Plenario Regional o de las secciones nacionales.
El Plenario, como instancia superior del FCES, está compuesto por nueve delegados por país. La representación se distribuye de la siguiente manera: cuatro delegados del sector sindical, cuatro del sector empresarial y uno del tercer sector, que incluye a organizaciones de consumidores.
Las secciones nacionales del FCES gozan de autonomía para definir su propia estructura organizativa. Esta flexibilidad ha permitido la incorporación de diversos actores de la sociedad civil, además de los sectores sindical, empresarial y de consumidores.
En la sección nacional de Argentina, participan también organizaciones ambientales, cooperativistas, profesionales, universitarias y tecnológicas.
En Brasil, la composición de la sección nacional replica la estructura tripartita del Plenario.
En Paraguay, se incluyen además representantes del sector cooperativista.
En Uruguay, la integración incorpora a organizaciones cooperativistas, profesionales y a la asociación de ONGs.

## Funcionamiento
Como otros órganos del Mercosur, el máximo nivel del FCES es la reunión plenaria, que se reúne dos veces al año, usualmente en coincidencia con las Cumbres del Mercosur. Las decisiones se toman por consenso.
Funciona por medio de secciones nacionales y subcomisiones. 
El Reglamento Interno del FCES fue homologado por el GMC por Resolución N° 68/96 del 31 de mayo de 1996.